# Scopula nepheloperas
Scopula nepheloperas là một loài bướm đêm trong họ Geometridae.